# Hạt cà phê phủ sô-cô-la
Hạt cà phê phủ sô-cô-la là loại mứt kẹo được làm bằng cách phủ sô-cô-la lên hạt cà phê rang. Có thể phủ  sô-cô-la: sô-cô-la đen, sô-cô-la sữa, hoặc thậm chí là sô-cô-la trắng. Món này thường chỉ hơi ngọt, đặc biệt là loại sô-cô-la đen và hạt cà phê có vị đắng.
Giống như tất cả các sản phẩm sô-cô-la, món này rất giàu chất béo, và vì thành phần chính là hạt cà phê nên chúng có hàm lượng caffein rất cao; một số thương hiệu loại mứt kẹo này chứa tới hơn 300 mg caffein trên 40 g khẩu phần.